# Evaristo Pérez de Castro
Evaristo Pérez de Castro y Colomera (Valladolid, 26 de octubre de 1769-Madrid, 28 de noviembre de 1849) fue un político y diplomático español. Fue secretario de Estado (1820-1821), presidente del Consejo de Ministros entre 1838 y 1840, durante el reinado de Isabel II, y caballero gran cruz de la Orden de Carlos III. 

## Vida
Fue diputado en las Cortes de Cádiz entre 1810 y 1813 y tuvo un papel activo en reclamar la soberanía nacional para las mismas tras la invasión napoleónica. Como su primer secretario suscribió el Decreto de 24 de septiembre de 1810, que proclamaba la legítima constitución de las Cortes y reclamaba la soberanía para ellas. 
Fue enviado extraordinario en Lisboa en 1809-10 y la junta de gobierno le comisionó para que pasara a Bayona para entrevistarse con Fernando VII, cautivo de Bonaparte. Fue diputado a Cortes en 1814, y de 1817 a 1820, ministro de España en las ciudades hanseáticas. Ministro de Gracia y Justicia durante el Trienio Liberal (18 de marzo de 1820-2 de marzo de 1821), fue quien decretó la amnistía de julio de 1820, que permitió el regreso a España de los afrancesados que se habían exiliado como consecuencia de la represión y persecución ejercida contra ellos por Fernando VII. Tras la década ominosa, volvió a la diplomacia a la muerte del rey. 
Con la promulgación de la Constitución de 1837 evolucionó hacia posturas moderadas. En momentos particularmente turbulentos, la reina regente María Cristina le llamó para encomendarle la presidencia del Consejo de Ministros, al frente de un gabinete que combinaba a moderados y progresistas. Estuvo un año y medio al frente del gobierno (9 de diciembre de 1838-20 de julio de 1840), con dos reorganizaciones en noviembre del 39 y marzo del 40. Bajo su mandato Baldomero Espartero firmó en su nombre y en el de la regente el Convenio de Oñate que puso fin a la primera guerra carlista.
El gobierno de Pérez de Castro promulgó una ley electoral que creaba pequeños distritos (favorables a los moderados) y usó de la iniciativa legislativa para presentar ante las Cortes la Ley de Ayuntamientos (1840), que preconizaba un modelo centralista de corte francés, con la designación de los alcaldes por parte del gobierno. La aprobación de esta ley dividió a la sociedad política de la época y terminaría con la renuncia de la regente María Cristina, por no avenirse ésta a negar su sanción a esa ley. Con Espartero encumbrado como regente, Pérez de Castro emigró a Francia y no regresó hasta su caída en 1843. 
Realizó la edición de Una correspondencia de Godoy con la reina María Luisa (Madrid, 1814) y fue uno de los principales protectores de Francisco de Goya, autor del retrato de un varón joven con unos dibujos en la mano (Louvre), que se ha considerado retrato de Pérez de Castro.

## Órdenes y cargos

### Órdenes

#### Reino de España
- Caballero Gran Cruz de la Orden de Carlos III.[4][5]

#### Extranjeras
- Caballero Gran Cruz de la Orden de Cristo (Reino de Portugal)[4]
- Caballero Gran Cruz de la Orden de Nuestra Señora de la Concepción de Villaviciosa. (Reino de Portugal)[4]
- Caballero gran cruz de la Orden de Leopoldo. (Reino de Bélgica)[4]

### Cargos
- Enviado extraordinario y ministro plenipotenciario de Su Majestad Católica ante Su Majestad Fidelísima.[6]
- Prócer del Reino.[6]
- Consejero de Estado.[4]

| Predecesor: Joaquín José Melgarejo y Saurín | Secretario de Estado de España 1820-1821                | Sucesor: Joaquín Anduaga Cuenca (interino por ausencia) |
| Predecesor: Bernardino Fernández de Velasco | Presidente del Consejo de Ministros de España 1838-1840 | Sucesor: Antonio González y González                    |
| Predecesor: Bernardino Fernández de Velasco | Ministro de Estado 1838-1840                            | Sucesor: Mauricio Carlos de Onís                        |